# Сафиуллин, Фандас Шакирович
Фандас Шакирович Сафиуллин (тат. Фәндәс Шакир улы Сафиуллин; 17 августа 1936, Мальбагуш, Азнакаевский район, Татарская АССР, РСФСР, СССР — 10 октября 2021, Казань, Республика Татарстан, Российская Федерация) — российский татарстанский политический и общественный деятель. Депутат Верховного совета Республики Татарстан XII созыва (1990—1995), Государственного совета Республики Татарстан I созыва (1995—1999), Государственной думы Федерального собрания Российской Федерации III созыва (1999—2003). Полковник Советской армии.
Из татарской семьи, отец погиб на Великой Отечественной войне. В 1954 году поступил на военную службу, а в 1958 году окончил Саратовское танковое училище, затем служил в расположении Белорусского военного округа. В 1970 году окончил Белорусский государственный университет имени В. И. Ленина по специальности преподавателя философии, служил в Центральной группы войск в Чехословакии, а в 1977 году начал преподавать марксизм-ленинизм в Казанском высшем военном командно-инженерном училище ракетных войск. В 1988 году вышел в отставку в звании полковника. В 1990 году избран народным депутатом Верховного совета Татарской АССР ХII созыва. Участвовал в подготовке декларации о государственном суверенитете Татарстана, новой конституции республики, ряда других законодательных актов. В 1995 году избран народным депутатом Государственного совета Республики Татарстан I созыва. В 1998 году занимал пост председателя-координатора Всетатарского общественного центра. В 1999 году был избран депутатом Государственной думы III созыва, где пробыл до 2003 года. Вёл активную общественно-политическую деятельность. Скончался в 2021 году в возрасте 85 лет.

## Биография

### Молодые годы, военная служба
Фандас Шакирович Сафиуллин родился 17 августа 1936 года в деревне Мальбагуш Азнакаевского района Татарской АССР.
Был одним из трёх детей в семье, две его сестры умерли в младенчестве. Отец — Шакир Сафиуллович (1909—1942), учитель, после начала Великой Отечественной войны ушёл на фронт и вскоре погиб под Ленинградом на Волховском фронте. Мать — Самига Хазеевна (1914—1984), работала в леспромхозе на заготовке леса для паровозных топок, в одиночку воспитывала сына в трудных условиях военных лишений и послевоенной разрухи. Раннее детство провёл в деревне Актюбе, где окончил начальную школу. В семилетнюю школу ходил пешком за 8 километров в Мальбагуш, а десятилетнюю окончил в Бугульме, получив бесплатное образование за счёт денежного пособия деда как сын погибшего на фронте солдата.
Планировал выучиться на востоковеда, однако не смог поступить в Московский государственный институт международных отношений, куда брали только «по рекомендации партийных и советских органов». Опоздав с подачей документов для получения высшего гражданского образования, случайно увидел на улице объявление о продолжении приёма в военное училище в другом городе, не зная о том, что в Казани есть точно такое же. В 1954 году начал служить в Вооружённых силах СССР и поступил в Саратовское танковое училище, причём на заседании приёмной комиссии у него уточняли какой именно он татарин, так как крымские ещё находились в ссылке. В период учёбы слушал иностранное радио вроде «Би-би-си» и «Голоса Америки», испытав шок от преступлений сталинщины и развенчания культа личности Сталина. Окончив училище в 1957 году, был направлен на службу в Белорусский военный округ, в различных гарнизонах которого прослужил дальнейшие 16 лет. Не собираясь становиться военным, изначально сожалел о выборе такой карьеры, но «надо было тянуть лямку», и он её «усердно тянул».
В 1964 году поступил на философский факультет Белорусского государственного университета имени В. И. Ленина, который окончил в 1970 году с отличием, получив специальность преподавателя философии. С 1972 года служил в Центральной группе войск в Чехословакии. Владел немецким и чешским языками. По собственным словам, во время пребывания за границей познакомился с иным образом жизни и другим мировоззрением, пришёл к выводу о гнилости коммунистической системы и вернулся на родину совершенно другим человеком. В 1977 году перешёл на службу в Казанское высшее военное командно-инженерное училище ракетных войск, где дослужился до старшего преподавателя философии. Преподавал марксизм-ленинизм, сделав карьеру в качестве партийного пропагандиста. В 1988 году был уволен в запас в звании полковника, а затем вышел в отставку после 34 лет военной службы. В 1988—1990 годах был преподавателем и доцентом кафедры общественных наук КВВКИУРВ.

### Депутатская работа
На протяжении долгих лет интересовался идеями свободы и демократии, долго ждал политических изменений в стране и как «дар небес» воспринял начатую М. С. Горбачёвым «перестройку», став задумываться о начале депутатской деятельности. 4 марта 1990 года на первых в истории альтернативных выборах в Верховный совет Татарской АССР избран народным депутатом ХII созыва. Был членом президиума Верховного совета, являлся председателем комиссии по делам ветеранов войны, труда, инвалидов и милосердия. Входил в депутатскую группу «Народовластие», но вскоре вышел оттуда, так её деятели ставили национальные проблемы вне демократического движения. Поддерживал идею о повышении статуса Татарской АССР до союзной республики и подписании ею нового союзного договора на равноправных условиях с РСФСР и другими республиками в рамках сохранения СССР.
Был членом комиссии по подготовке декларации о государственном суверенитете Татарстана, которая была принята после долгих прений 30 августа 1990 года. По предложению Сафиуллина с призывом отказаться от «помпезных, лицемерных названий» вроде «советская» и «социалистическая», в декларацию было добавлено новое название Татарской ССР — Республика Татарстан, которое мгновенно прижилось. Именно Сафиуллин в тот день огласил декларацию в зале Верховного совета, став «голосом татарского суверенитета», одним из «отцов-основателей» современного Татарстана.
В 1992 году стал членом новообразованной Республиканской партии Татарстана во главе с Р. Юсуповым, ставившей себе задачей реализацию декларации о суверенитете. Выступал за отделение Татарстана и в поддержку принятия акта о государственной независимости, закреплённого соответствующим референдумом. Приняв участие в подготовке и организации голосования, на котором более 60 процентов населения высказалось в поддержку независимости, впоследствии отмечал, что такой результат спас Татарстан от репрессий со стороны центральной власти.
Думаю, вопрос требует как минимум проявления двух наших качеств: ума и понимания, содействия. Я убеждён, что без понимания и всемерного содействия со стороны русского народа суверенитет татарского народа невозможен. Уверен, благодарный татарский народ ответит русскому не иначе, как только усилением со своей стороны дружеских чувств.Фандас Сафиуллин, на голосовании о суверенитете, 1990 год.
Указывая, что Татарстан формально получил независимость через референдум, создание государственных символов и введение института президентства, говорил, что эти завоевания нужно наполнить нравственным и культурным смыслом. В 1992 году состоял членом комиссии по разработке новой конституции республики, в которой по его инициативе были внесены поправки о том, что «Татарстан отвергает насилие и войну как средство разрешения споров между государствами и народами», территория республики «является зоной, свободной от оружия массового поражения», а «пропаганда войны запрещается». В дальнейшем часто выступал против попыток привести татарстанский основной закон в соответствие с конституцией России. Неоднократно, в частности, в 1994 году, в составе татарстанской делегации участвовал в переговорах и консультациях с центральной российской властью, вылившихся в подписание договора о разграничении предметов ведения и полномочий между органами государственной власти Российской Федерации и органами государственной власти Республики Татарстан.
Будучи активным участником татарского национального движения, особо выделял вопрос о развитии национальной культуры, языка, школы. В 1992 году принял участие в разработке закона «О языках народов Республики Татарстан», сыгравшего большую роль в развитии и распространении татарского языка, в частности, в сфере делопроизводства. Поддерживал переход татарской письменности с кириллицы на латиницу, который так и не состоялся из-за запрета со стороны центральной российской власти на использование латинской графики, что Сафиуллин оценил как «унижение татар». Выдвинул идею создания Татарского национального государственного университета, закреплённую постановлением Верховного совета РТ в 1994 году. Проект в полноценном виде так и не был реализован, однако был открыт Татарский государственный гуманитарно-педагогический университет, что Сафиуллин расценивал как «обман тысячелетия». В целом, отсутствие у татар национального университета он оценивал как «трагическую, непростительную ошибку», «самым болезненным случаем» для себя на пути реализации «вековой мечты татарского народа о создании завершенной системы национального образования».
Состояние нашей национальной культуры я считаю плачевным. Заметного роста нет. Наоборот, всё большее засилье дешёвки, низкопробной культуры, даже можно сказать — мусорной культуры. в нашей культуре, к сожалению, нет поиска талантов, нет стремления вывести таланты из нищенского состояния, нет развития профессионализма. Возьмите наше телевидение. Оно рассчитано только на оглупление людей, оно не поднимает серьёзных проблем на татарском языке — считается, что достаточно песен и плясок. Так что — плачевное положение в республике, позорное положение, недооценка культуры. Чего стоит один факт обесценивания наших почётных званий — Алсу за одну единственную песенку присвоили звание, которое талантливые люди не могут получить десятилетиями. Это дискредитация звания. Замена заботы о культуре, об образовании профессиональным спортом — антигосударственная политика. В республике огромные средства тратятся не на культуру, образование, нравственное воспитание граждан, а на дорогостоящий профессиональный спорт, который не могут себе позволить и богатые Арабские Эмираты, нефтяные державы… Если бы у нас в каждом дворе, в каждой деревне была хоккейная площадка… Если бы выросших там ребят отбирали в команду и они сражались за свою республику… А когда покупают за зарплату в сто тысяч в месяц профессиональных спортсменов, когда тратят такие деньги на баскетбольные дворцы — как это назвать?Фандас Сафиуллин, 2005 год.
5 марта 1995 года избран народным депутатом Государственного совета Республики Татарстан I созыва по Чатыртаускому территориальному избирательному округу, набрав 58 процентов голосов. Был членом комиссии по культуре и национальным вопросам, являлся лидером депутатской группы «Идель-йорт» («Волга — наш дом»). В данном созыве примкнул к более умеренному крылу национального движения, параллельно тренду на отказ ряда депутатов от завоеваний суверенитета. В 1998 году короткое время, с января по октябрь, был председателем-координатором Всетатарского общественного центра. Занятие Сафиуллиным данной должности было расценено как взятие курса на превращение ВТОЦ в лояльную татарстанской власти организацию; сам он попытался наделить ВТОЦ респектабельностью, активизировав участие в законотворческой и просветительской деятельности, однако когда такие предложения были отклонены Госсоветом, Сафиуллин подал в отставку, пробыв в должности всего 10 месяцев.
К президенту России отношусь с чувством… большого аванса. Налицо, конечно, ошибки — не только его личные, а проколы российской политики. Я бы не сказал, что они происходят из-за некомпетентности президента, его неподготовленности или злого умысла. Просто не он ту кашу заварил, но он расхлёбывает. А когда «процесс пошёл», разве его сразу остановишь? Разве пожар быстро потушишь? Тем более общегосударственный пожар. Слишком далеко зашли процессы. Если бы человек, который способен навести порядок в стране, пришёл лет на пять-шесть раньше… А сейчас в обществе сверху донизу — разложение, коррупция, безнравственность «генерально—прокурорская»… Метастазы слишком далеко проникли, даже в ту структуру, откуда пришёл Путин. Бороться с этим тяжело.Фандас Сафиуллин, 2005 год.
В 1998 году выступил против кандидатуры Ф. Мухаметшина на пост председателя Государственного совета, поддержав альтернативу в лице Р. Алтынбаева, что вылилось в «путч глав» и репрессии в отношении противников нового главы парламента. Также по инициативе Сафиуллина в самый разгар чеченской войны были приняты постановления Государственного совета о военной службе и защите интересов призывников из Татарстана, в частности, была введена норма о шестимесячном обучении солдат до отправки их в зону боевых действий. В 1999 году призыв в Татарстане был вовсе остановлен, поводом к чему послужила отправка неподготовленных солдат на Северный Кавказ и гибель шестерых из них спустя считанные дни после зачисления на службу. В конце концов, такой «демарш» Татарстана повлиял на центральную власть, в результате чего срок предварительного обучения призывников на всей территории России был установлен длительностью в один год. Сам называл происходящее в Чечне — «самой бесчеловечной войной в истории Европы со времён взятия Казанского ханства», потому что это «война против своего народа».
Да, я там [в Чечне] был как член государственной комиссии по социально-экономическому оздоровлению Чечни. Вошёл в эту комиссию добровольно, в обмен на Кобзона, который отказался… Слетал в Чечню. И потом выступил на большом совещании, на самом высоком уровне, в присутствии всех силовиков. И заявил: если бы наша Красная армия в мае 1945 года на территории Германии вела себя так, как ведёт в Чечне, мы бы за пару месяцев потеряли Победу! Я предложил разжаловать до рядового и отдать под суд «героя Чечни» генерала Шаманова. И я сказал, что главная проблема сейчас — заслужить доверие чеченского народа к России, к русскому народу.Фандас Сафиуллин, 2005 год.
19 декабря 1999 года избран депутатом Государственной думы Федерального собрания Российской Федерации III созыва по Альметьевскому избирательному округу от блока «Отечество — Вся Россия». Состоял в депутатской группе «Регионы России», занимал пост сопредседателя межфракционной депутатской группы «Дружба народов — единство России», был членом думского комитета по международным делам, участвовал в работе комиссий по геополитике, содействия политическому урегулированию положения в Чеченской Республике. В этот период в составе депутатских делегаций посетил более 20 стран мира, выступил в качестве наблюдателя за парламентскими выборами в ряде государств, принял участие в нескольких межпарламентских конференциях. 21 октября 2003 года был зарегистрирован кандидатом в депутаты Государственной думы IV созыва от избирательного блока «Родина», однако на выборах 7 декабря того же года переизбраться не смог, набрав в Альметьевском округе 4 процента голосов.
Редко кому я могу верить безраздельно и непоколебимо, как Фандасу Сафиуллину, и вот почему. Десять лет я видел его на экране телевизора и ни разу не заметил, чтобы он в чем-то фальшивил, говорил, делал непоследовательно или суесловил. Вероятно, в Фандасе Шакировиче соединены два редко встречающихся качества. Как военный полковник в отставке, он воспитал в себе железную самодисциплину офицера. Военного всегда подстерегает одна очень досадная человеческая слабость — стать замуштрованной личностью. От этой опасности, по-моему, Сафиуллина спас философ, потому что философам всегда не хватает того, что в избытке у военного. Именно этим объясняется та гармоническая взвешенность в его поступках: военное упорство в сочетании с мягкой человечностью, простонародность в сочетании с культурой, поведенческое начало государственника с поступками классического народника». Вот почему ему верили и доверяли избиратели, с ним соглашались даже непримиримые оппоненты.писатель М. Юнус, 1999 год.

### Последующая жизнь и деятельность
Является автором многочисленных публикаций в области национально-культурной политики России, проблем возрождения татарского языка и культуры, ущемления прав нерусских народов, в том числе на законодательном уровне. Во время и после всероссийских переписей 2002 и 2010 годов выступал против дробления татарского народа на части, призывая противостоять ассимиляции и указывать свою национальную принадлежность для сохранения и роста численности населения народа. В 2016 году выпустил сборник статей и воспоминаний «За свободу и равноправие». В 2019 году стал членом совета старейшин при Всемирном конгрессе татар. В 2021 году отметил 85-летие.
Я не уверен сегодня, мягко говоря, что всё это [природные ресурсы] принадлежит народу, стало его достоянием. Десять лет депутатства мне не хватило, чтобы узнать, куда идут татарстанские нефтедоллары. Пять лет не хватило в Верховном Совете в группе «Народовластие», чтобы этот же вопрос выяснить… Моё убеждение — нефть нас развращает. Нефть нас уже развратила! Если бы при таком нашем техническом, интеллектуальном потенциале, которым Татарстан обладал, у нас не было бы нефти, мы бы, возможно, много успели создать. Развивали бы средний и малый бизнес. Научились бы зарабатывать деньги трудом и умом. Создали бы интеллектуалоёмкое производство. Взяли бы нашей традиционной татарской предприимчивостью. Но нефть нас развратила. Может, приостановить добычу лет на десять? Это нас научит жить…Фандас Сафиуллин, 2005 год.

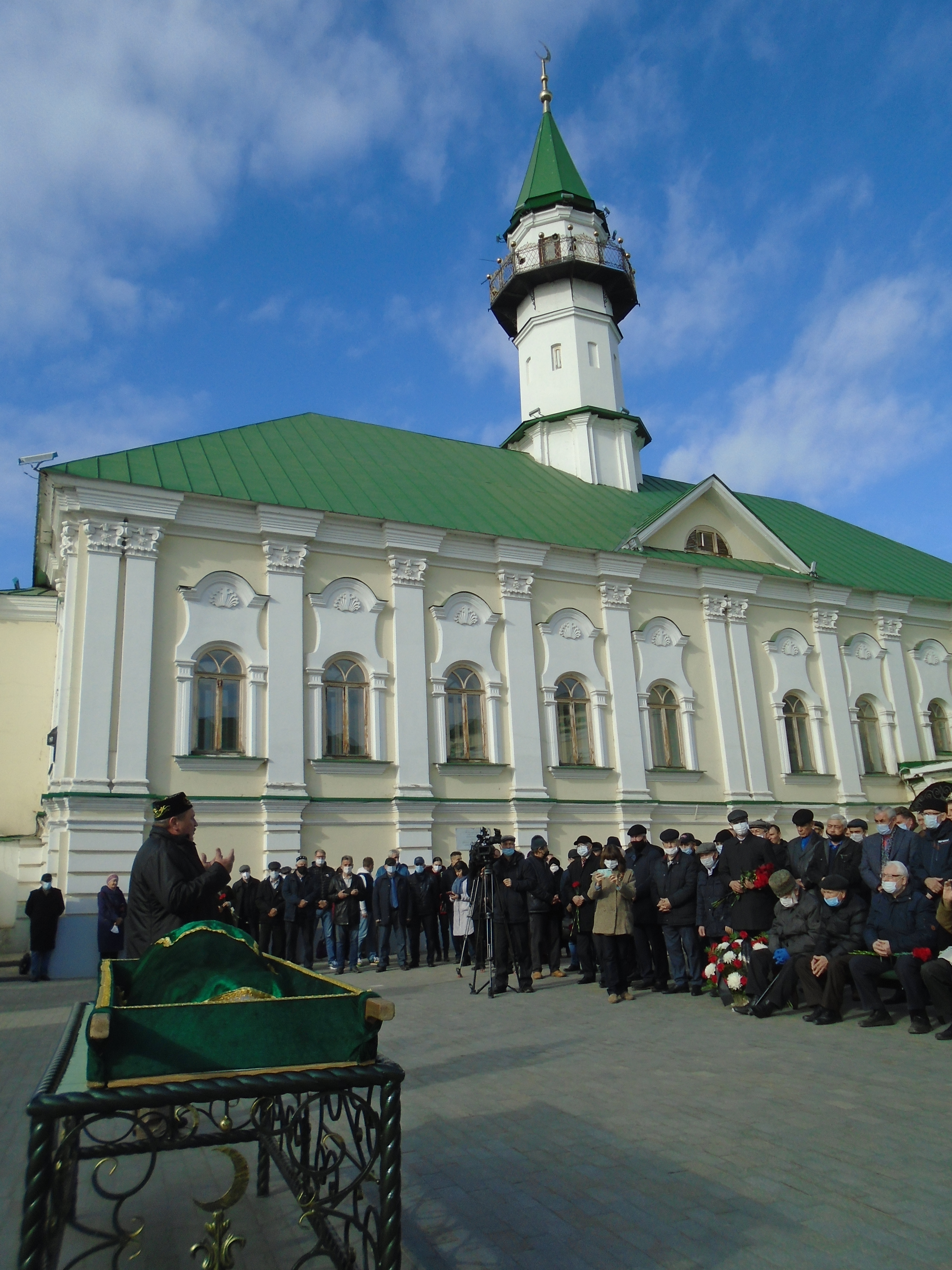
Прощание с Сафиуллиным

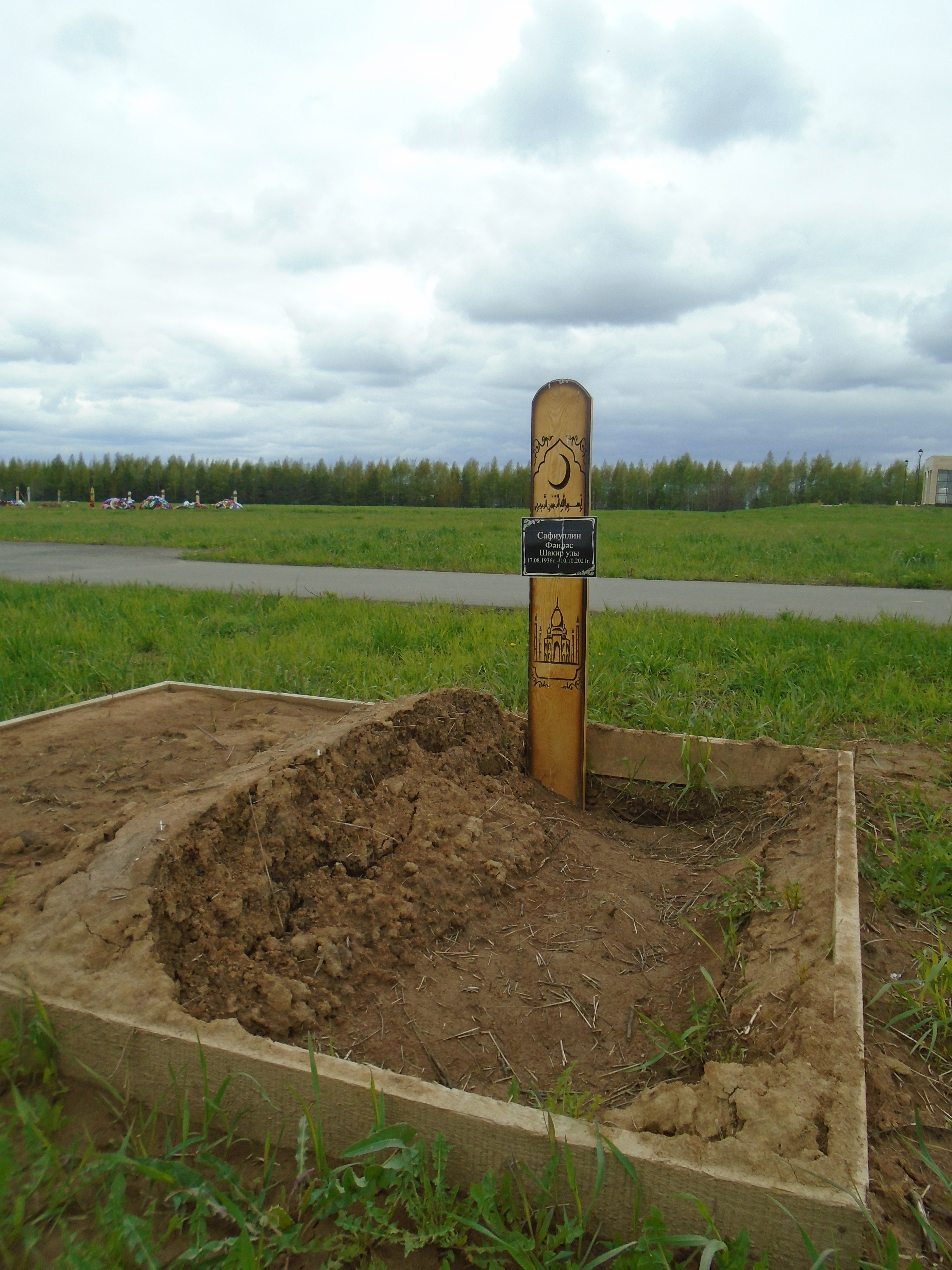
Могила Сафиуллина

До последних дней участвовал в общественно-политической жизни Татарстана и выступал комментатором по различным вопросам, в частности, выступал против урезания преподавания татарского языка в школах, против ликвидации института президента Татарстана, против признания активистов ВТОЦ экстремистами, в поддержку введения памятной даты в день взятия Казани в 1552 году. Никогда не занимая исполнительных должностей, Сафиуллин откровенно и жёстко высказывал своё мнение, не вступая при этом в противоречие с татарстанскими властями, которые, однако, не прислушивались к его словам.
30 сентября 2021 года в тяжёлом состоянии был госпитализирован в реанимацию Республиканской клинической больницы в Казани с диагнозом «коронавирусная инфекция». Несколько дней спустя, 10 октября скончался в возрасте 85 лет в больнице от пневмонии, развившейся на фоне коронавируса. Свои соболезнования выразило руководство Татарстана во главе с президентом Р. Миннихановым. После прощания у мечети Марджани и совершения джаназа-намаза, 11 октября по собственному завещанию был похоронен на казанском кладбище «Курган».

## Награды
- Орден «За службу Родине в Вооружённых Силах СССР» III степени[13], медали[60], в том числе «В память 1000-летия Казани»[15].
- Медаль «За доблестный труд» (2016 год) — за многолетнюю плодотворную работу на благо Республики Татарстан[85].
- Медаль «100 лет образования Татарской Автономной Советской Социалистической Республики» (2021 год) — за существенный вклад в укрепление социально-экономического потенциала Республики Татарстан и многолетний плодотворный труд[86].

## Личная жизнь
Жена — Разина Камиловна, односельчанка. Имели двух сыновей. Увлекался фотографией и астрономией, любил играть на аккордеоне, держал большой сад с дачей. Много читал, особенно ценил В. Г. Короленко, А. П. Чехова, Л. Н. Толстого, И. А. Гончарова, Д. Н. Мамина-Сибиряка, Ф. М. Достоевского, а также Л. Н. Гумилёва, как созвучных своему собственному мировоззрению.

## Комментарии
1. ↑  В 2011 году был присоединён к Казанскому университету и фактически прекратил своё существование, в результате чего подготовка национальных кадров на татарском языке вовсе прекратилась[42][43].